# Assesse
Assesse là một đô thị tọa lạc ở vùng Wallonia, tỉnh Namur. Đô thị này gồm các làng Assesse, Courrière, Crupet, Florée, Maillen, Sart-Bernard and Sorinne-la-Longue. Tại thời điểm ngày 1 tháng 1 năm 2006 Assesse có dân số 6.252 người. Tổng diện tích là 78,16 km² với mật độ dân số là 80 người trên mỗi km².
Làng Crupet với hang động nổi tiếng, tọa lạc ở Assesse.